# Liste der Außenminister von Kanada
Die Liste der Außenminister von Kanada umfasst die Außenminister Kanadas seit 1909. Zunächst trugen die Außenminister die Amtsbezeichnung Secretary of State for External Affairs und danach seit dem 13. Mai 1995 Minister of Foreign Affairs. Zwischen 1983 und 1993 gab es darüber hinaus einen Minister for External Relations.

## Secretaries of State for External Affairs und Minister of Foreign Affairs
| Amtsinhaber                                 | Beginn der Amtszeit | Ende der Amtszeit  | Lebensdaten |
| ------------------------------------------- | ------------------- | ------------------ | ----------- |
| Secretaries of State for External Affairs   |                     |                    |             |
| Charles Murphy                              | 19. Mai 1909        | 10. Oktober 1911   | 1862–1935   |
| William James Roche                         | 10. Oktober 1911    | 1. April 1912      | 1859–1937   |
| Premierminister von Kanada in Personalunion | 1. April 1912       | 4. September 1946  |             |
| Louis Saint-Laurent                         | 4. September 1946   | 10. September 1948 | 1882–1973   |
| Lester Pearson                              | 10. September 1948  | 21. Juni 1957      | 1897–1972   |
| John Diefenbaker (1. Mal)                   | 21. Juni 1957       | 13. September 1957 | 1895–1979   |
| Sidney Earle Smith                          | 13. September 1957  | 17. März 1959      | 1897–1959   |
| John Diefenbacker (2. Mal, kommissarisch)   | 17. März 1959       | 4. Juni 1959       | s. o.       |
| Howard Charles Green                        | 4. Juni 1959        | 22. April 1963     | 1895–1989   |
| Paul Joseph James Martin                    | 22. April 1963      | 20. April 1968     | 1903–1992   |
| Mitchell Sharp                              | 20. April 1968      | 8. August 1974     | 1911–2004   |
| Allan MacEachen (1. Mal)                    | 8. August 1974      | 14. September 1976 | 1921–2017   |
| Donald Campbell Jamieson                    | 14. September 1976  | 4. Juni 1979       | 1921–1986   |
| Flora Isabel MacDonald                      | 4. Juni 1979        | 3. März 1980       | 1926–2015   |
| Mark MacGuigan                              | 3. März 1980        | 10. September 1982 | 1931–1998   |
| Allan MacEachen (2. Mal)                    | 10. September 1982  | 30. Juni 1984      | s. o.       |
| Jean Chrétien                               | 30. Juni 1984       | 17. September 1984 | * 1934      |
| Joe Clark                                   | 17. September 1984  | 21. April 1991     | * 1939      |
| Barbara McDougall                           | 21. April 1991      | 25. Juni 1993      | * 1937      |
| Perrin Beatty                               | 25. Juni 1993       | 4. November 1993   | * 1950      |
| Minister of Foreign Affairs                 |                     |                    |             |
| André Ouellet                               | 4. November 1993    | 25. Januar 1996    | * 1939      |
| Lloyd Axworthy                              | 25. Januar 1996     | 17. Oktober 2000   | * 1939      |
| John Manley                                 | 17. Oktober 2000    | 15. Januar 2002    | * 1950      |
| Bill Graham                                 | 15. Januar 2002     | 20. Juli 2004      | 1939–2022   |
| Pierre Pettigrew                            | 20. Juli 2004       | 6. Februar 2006    | * 1951      |
| Peter MacKay                                | 6. Februar 2006     | 14. August 2007    | * 1965      |
| Maxime Bernier                              | 14. August 2007     | 26. Mai 2008       | * 1963      |
| David Emerson                               | 26. Mai 2008        | 30. Oktober 2008   | * 1945      |
| Lawrence Cannon                             | 30. Oktober 2008    | 18. Mai 2011       | * 1947      |
| John R. Baird                               | 18. Mai 2011        | 3. Februar 2015    | * 1969      |
| Ed Fast (kommissarisch)                     | 3. Februar 2015     | 9. Februar 2015    | * 1955      |
| Rob Nicholson                               | 9. Februar 2015     | 4. November 2015   | * 1952      |
| Stéphane Dion                               | 4. November 2015    | 10. Januar 2017    | * 1955      |
| Chrystia Freeland                           | 10. Januar 2017     | 20. November 2019  | * 1968      |
| François-Philippe Champagne                 | 20. November 2019   | 12. Januar 2021    | * 1970      |
| Marc Garneau                                | 12. Januar 2021     | 26. Oktober 2021   | 1949–2025   |
| Mélanie Joly                                | 26. Oktober 2021    | 13. Mai 2025       | * 1979      |
| Anita Anand                                 | 13. Mai 2025        | amtierend          | * 1967      |

## Ministers for External Relations
| Amtsinhaber             | Beginn der Amtszeit | Ende der Amtszeit | Lebensdaten |
| ----------------------- | ------------------- | ----------------- | ----------- |
| Jean-Luc Pépin          | 7. Dezember 1983    | 30. Juni 1984     | 1924–1995   |
| Monique Vézina (1. Mal) | 17. September 1984  | 30. Juni 1986     | 1935–2024   |
| Monique Landry          | 30. Juni 1986       | 4. Januar 1993    | * 1937      |
| Monique Vézina (2. Mal) | 4. Januar 1993      | 25. Juni 1993     | s. o.       |